# Richard G. Stern
Richard Gustave Stern (ur. 25 lutego 1928 w Nowym Jorku, zm. 24 stycznia 2013 w Tybee Island) – amerykański pisarz.

## Życiorys
Richard Stern urodził się w Nowym Jorku w dniu 25 lutego 1928 roku. Uczęszczał na uniwersytet of North Carolinie at Chapel Hill. Po roku pracy na Florydzie udał się na Uniwersytet Harvarda, gdzie otrzymał tytuł magistra literatury angielskiej. Od 1950 do 1951 roku był asystentem i wykładał na uniwersytecie w Heidelbergu. W 1954 roku otrzymał doktorat z uniwersytetu lowa. W 1960 roku opublikował swoją pierwszą powieść Golk potem napisał kolejne powieści między innymi: Baggish i Schreiber, Stilch, naturalne wstrząsy. W 1985 roku otrzymał medal zasługi, a także nagrodę Hearland Award.
Zmarł 24 stycznia 2013 roku w swoim domu w Tybee Island w wieku 84 lat.